# Армандо, Самуэль Тито
Самуэль Тито Армандо (порт. Samuel Tito Armando; род. 1957 ― 6 августа 2009) ― ангольский государственный деятель, дипломат. Чрезвычайный и полномочный посол Республики Ангола в Российской Федерации в 2006―2009 гг.

## Биография
Родился в 1957 году. Окончил факультет экономики и права Университета дружбы народов им. Патриса Лумумбы в 1990 году. В дальнейшем специализировался в области международных отношений, международных экономических отношений, в области управления и оценки промышленных проектов. Работал на алмазодобывающих и горнорудных предприятиях Анголы. Занимал пост заместителя министра геологии и горнорудного дела Анголы.
22 сентября 2006 года был назначен Чрезвычайным и полномочным послом Республики Ангола в Российской Федерации, сменив на этом посту Роберто Лила Рамоса Монтейру, который затем занял пост министра внутренних дел Анголы. Одновременно также был назначен Чрезвычайным и полномочным послом Анголы в Республике Молдова и Украине.
В апреле 2007 года с рабочим визитом посетил Ростов-на-Дону и три университета города: ЮФУ, РГМУ и ДГТУ и обсудил с их ректорами возможность перевода ангольских студентов из учебных заведений Санкт-Петербурга, где, по мнению посла, были распространены шовинистические настроения и имели место нападения на чернокожих студентов.
Скончался 6 августа 2009 года. Его тело для погребения было переправлено на родину в Анголу.
Был женат, имел сына и дочь.